# Sundska žabousta
Sundska žabousta (lat. Batrachostomus cornutus) je vrsta ptica roda Batrachostomus. Živi u Bruneju, Indoneziji, i Maleziji, u tropskim nizinskim šumama i šumama mangrova. Prijeti joj gubitak staništa, ali ipak može živjeti na sekundarnim staništima. Nalazi se na IUCN-ovu crvenom popisu ugroženih vrsta. Duga je 23-28 cm. Boja perja je promjenjiva. Dane provodi odmarajući se na niskim granama, a aktivna je noću. Malo toga je poznato o prehrani ove vrste, samo se zna da se hrani tvrdokrilcima. U malom gnijezdu sundanske žabouste nalazi se najčešće jedno jaje.

## Vanjske poveznice
|  | Zajednički poslužitelj ima još gradiva o temi Batrachostomus cornutus |
|  | Wikivrste imaju podatke o taksonu Batrachostomus cornutus             |